# Kusel (Verbandsgemeinde)
Kusel est une Verbandsgemeinde (collectivité territoriale) de l'arrondissement de Kusel dans la Rhénanie-Palatinat en Allemagne. Le siège de cette Verbandsgemeinde est dans la ville de Schönenberg-Kübelberg.
La Verbandsgemeinde de Kusel consiste en cette liste d'Ortsgemeinden (municipalités locales):

Localisation du Verbandsgemeinde de Kusel dans l'arrondissement de Kusel

| 1. Albessen 2. Blaubach 3. Dennweiler-Frohnbach 4. Ehweiler 5. Etschberg 6. Haschbach am Remigiusberg 7. Herchweiler 8. Körborn 9. Konken | 1. Kusel 2. Oberalben 3. Pfeffelbach 4. Reichweiler 5. Ruthweiler 6. Schellweiler 7. Selchenbach 8. Thallichtenberg 9. Theisbergstegen |